# Klerksdorp

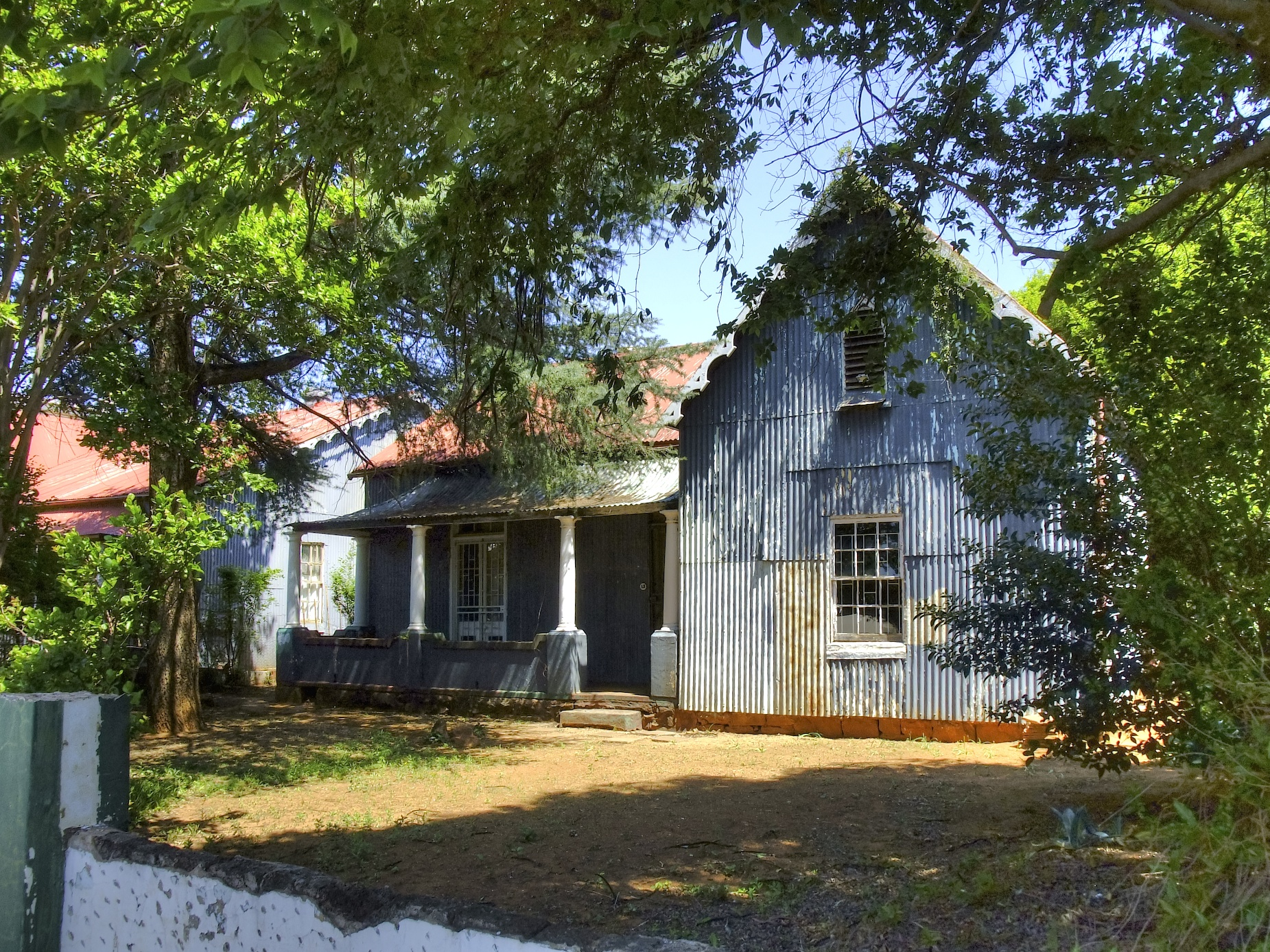
Woningen in Klerksdorp

Klerksdorp is een Zuid-Afrikaanse stad met 187.000 inwoners, in de gemeente Matlosana in de provincie Noordwest, in het westen van de oude provincie Transvaal. Klerksdorp is de hoofdstad van het zuidelijk district van de provincie. Klerksdorp werd in 1837 door de Voortrekkers gesticht op de oevers van de rivier de Schoonspruit. De stad draagt de naam van Jacob de Clerq, eerste "magistraat" van de plaats. Klerksdorp telt ongeveer 185.000 inwoners.
Toen in 1886 goud werd ontdekt in de streek van Klerksdorp veranderde het kleine landbouwstadje in een stedelijk gebied dat duizenden goudzoekers aantrok. Ontginningsproblemen aan het einde van de jaren 1890 luidden de economische neergang in van de stad, die in 1897 wel nog een spoorweg kreeg.
De stad was een krijgstoneel in de Tweede Boerenoorlog tussen 1899 en 1902, waar onder meer Koos de la Rey zich onderscheidde in de Slag van Ysterspruit. De Britten bouwden er een concentratiekamp, waar vele duizenden vrouwen en kinderen van Boeren stierven van de honger. Dankzij de mijnindustrie kende de stad opnieuw economische welvaart in de jaren 30. Goud en uranium zijn de belangrijkste delfstoffen.
In 2000 werd de stad Klerksdorp samengevoegd met de gemeenten Orkney, Kanana, Jouberton, Stilfontein, Khuma, Hartebeesfontein en Tigane in een nieuwe gemeente van 350.000 inwoners, die sinds 2007 Matlosana genoemd wordt. Matlosana telt meer dan 60% van de bevolking van het zuidelijke district. Dit omvat ook de gemeenten Potchefstroom, Ventersdorp, Maquassi Hills en Merafong. Het gebied wordt politiek beheerst door het ANC.
Klerksdorp is met Rustenburg een van de belangrijkste economische en landbouwcentra van de provincie Noordwest.

## Subplaatsen
Het nationaal instituut voor de statistiek, Stats SA, deelt sinds de census 2011 deze hoofdplaats in in 29 zogenaamde subplaatsen (sub place), waarvan de grootste zijn:
Alabama • Ellaton • Flamwood • Jouberton • La Hoff • Wilkopies.

## Personen uit Klerksdorp

### Geboren
- Theophilus Dönges (1898-1968), staatspresident en premier van Zuid-Afrika
- Elisabeth Eybers (1915-2007), dichter
- Desmond Tutu (1931-2021), aartsbisschop, mensenrechtenactivist en Nobelprijswinnaar (1984)
- Herman van den Berg (1968), ingenieur, zanger en fotograaf
- Kim Grant (1971), tennisspeelster
- Daylon Claasen (1990), voetballer
- J.G. Claassen (1991), golfer

## Trivia
- Nabij Klerksdorp hebben mijnwerkers sinds 1977 ruim 200 gegroefde metalen bollen gevonden die ongeveer 3 miljard jaar oud zijn. Deze zijn bekend als Klerksdorp spheres en zijn aanwezig in de collectie van het museum van Klerksdorp.[2]